# Champdivers
Champdivers település Franciaországban, Jura megyében. Lakosainak száma 445 fő (2022. január 1.). Champdivers Tavaux, Chaussin, Molay, Peseux, Rahon, Saint-Aubin és Saint-Baraing községekkel határos.

## Népesség
A település népességének változása:
| Lakosok száma | 264  | 385  | 403  | 440  | 445  | 434  | 429  | 438  | 442  | 445  |
|               | 1968 | 1982 | 1990 | 2006 | 2013 | 2015 | 2017 | 2019 | 2020 | 2022 |